# Austin Ernst
Austin Ernst (Greenville, 31 januari 1992) is een Amerikaanse golfprofessional. Ze debuteerde in 2012 op de LPGA Tour.

## Loopbaan
Ernst werd in 2012 golfprofessional en debuteerde op de Symetra Tour. Na haar eerste golfseizoen op de Symetra Tour, ontving ze een golfkaart voor een volledige golfseizoen op de LPGA Tour in 2013. In 2013 maakte ze haar debuut op de LPGA Tour. Op 31 augustus 2014 behaalde ze haar eerste officiële LPGA-zege door de Portland Classic te winnen.

## Prestaties

### Professional
LPGA Tour
| Nr. | Datum            | Toernooi         | Score           | Score | Info                         |
| --- | ---------------- | ---------------- | --------------- | ----- | ---------------------------- |
| 1   | 31 augustus 2014 | Portland Classic | 69-69-69-67=274 | –14   | Won de play-off van I.K. Kim |

## Teamcompetities
Amateur
- Spirit International Amateur ( USA): 2011 (winnaars)
- Curtis Cup ( USA): 2012